# 普莫斯特
普莫斯特是克罗地亚希貝尼克-克寧縣南部小镇，位于亚得里亚海畔，希贝尼克和特罗吉尔之间。
普莫斯特以巨大而美丽的葡萄园闻名，纽约联合国总部就挂着普莫斯特葡萄园的大幅照片。这里的葡萄是在特殊的地中海土地上栽种，是当地物质化传统形式的代表，已经列入联合国教育、科学及文化组织的克罗地亚世界遗产预备名单。

## 画廊
- 普莫斯特的日落
- 普莫斯特的日落
- 普莫斯特的洛雷托圣母纪念碑
- 佐拉酒店海滩
- 普莫斯特中心喷泉
- 普莫斯特海滩
- 普莫斯特海景
- 圣乔治教堂钟楼
- 街头一角